# Prosthoporus striatifrons
Prosthoporus striatifrons är en stekelart som beskrevs av Gupta 1983. Prosthoporus striatifrons ingår i släktet Prosthoporus och familjen brokparasitsteklar. Inga underarter finns listade i Catalogue of Life.